# Sainte-Geneviève (Missouri)
Sainte Geneviève o Ste. Geneviève, o più semplicemente Sainte Genevieve, è un comune degli Stati Uniti d'America, capoluogo della contea omonima del Missouri. La popolazione, nel censimento del 2000, contava 4 476 abitanti.

## Storia
Sainte Geneviève è il più antico insediamento dello Stato del Missouri. Fondato da coloni francesi negli anni Quaranta del Settecento a circa due miglia a sud dell'attuale centro abitato sulle rive del fiume Mississippi.
A seguito del Trattato di Parigi del 1763, Creoli francesi provenienti dal Canada e dai territori ad est del fiume Mississippi, arrivarono a Sainte-Geneviève, dopo il proclama reale del 1763 di Giorgio III d'Inghilterra con il quale impediva ai coloni di stabilirsi nei territori al di là dei Monti Appalachi. Dopo il loro arrivo, i coloni francesi scoprirono che la parte occidentale, invece di rimanere alla Francia, passava in mani spagnole, con il Trattato di Fontainebleau del 1762. Nonostante ciò la comunità conservò la lingua e le tradizioni francesi.
A seguito di una piena del fiume, l'insediamento venne spostato nell'attuale locazione. Si conservano, a Sainte Geneviève, ancora alcune case del periodo coloniale, risalenti alla dominazione spagnola.